# La Paloma Ranchettes (Teksas)
La Paloma Ranchettes je naseljeno mjesto za statističke potrebe u američkoj saveznoj državi Teksas. Prema popisu stanovništva iz 2010. u njemu je živjelo 239 stanovnika.